# Orconectes hartfieldi
Orconectes hartfieldi är en kräftdjursart som beskrevs av Fitzpatrick och Royal D. Suttkus 1992. Orconectes hartfieldi ingår i släktet Orconectes och familjen Cambaridae. IUCN kategoriserar arten globalt som sårbar. Inga underarter finns listade i Catalogue of Life.